# Appelboomkaaszwam
De appelboomkaaszwam (Pappia fissilis) is een eenjarige schimmel uit de familie Meruliaceae. Het is een wondparasiet die witrot veroorzaakt op bomen, vooral op plekken waar takken zijn afgebroken. Gevoelig voor aantasting zijn appel, beuk en zelden op ander loofbomen, zoals berk, Prunus, populier of kastanje. De zwam komt met name voor in boomgaarden.

## Kenmerken

### Uiterlijke kenmerken
Het tot 15 cm brede aflopend consolevormige zachte vruchtlichaam heeft een wittige viltig behaarde bovenzijde. De smalle poriën aan de onderzijde zijn eender gekleurd.  Per mm zijn er 2-3 gaatjes. Bij beschadigen of verouderen verkleurt de zwam roze tot gelig en ten slotte vuilbruin.

### Microscopische kenmerken
De basidia zijn 4-sporig en meten 17,1-22,3 × 4,5-5,7 µm. De basidiosporen zijn breed ellipsoïde tot bijna rond, glad, dunwandig, hyaliene, kleuren niet in Melzers reagens en meten 4,5-5,7 × 3,2-3,5 µm. Er zijn ook chlamydosporen aanwezig, deze zijn bolvormig met oliedruppels en dikwandig. Deze schimmel heeft een monomitisch hyfensysteem.

## Verspreiding
In Nederland en België komt de appelboomkaaszwam zeldzaam voor, en dan vooral in hoogstam boomgaarden. Hij staat op de rode lijst in de categorie 'kwetsbaar'.

## Foto's

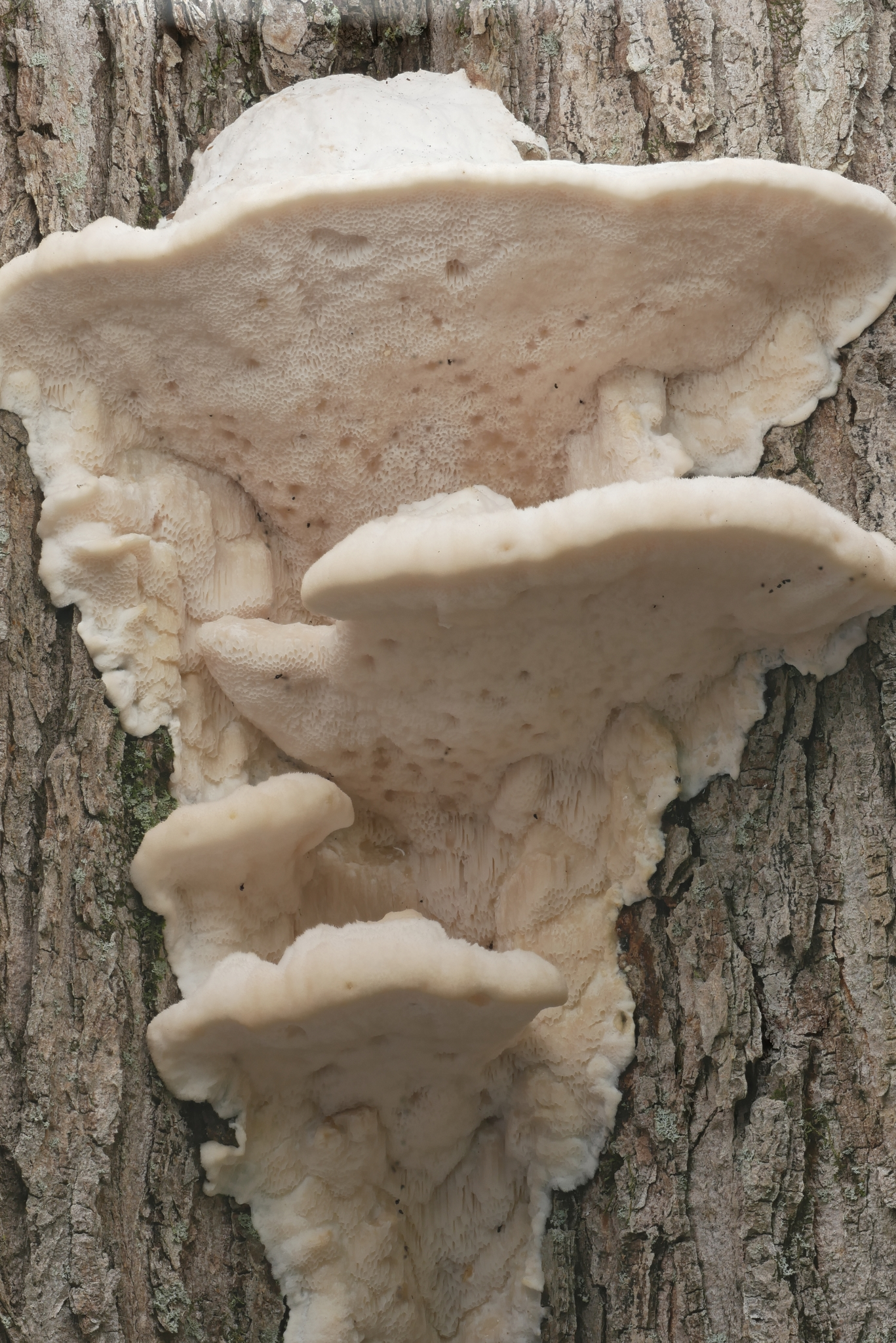
Zijaanzicht
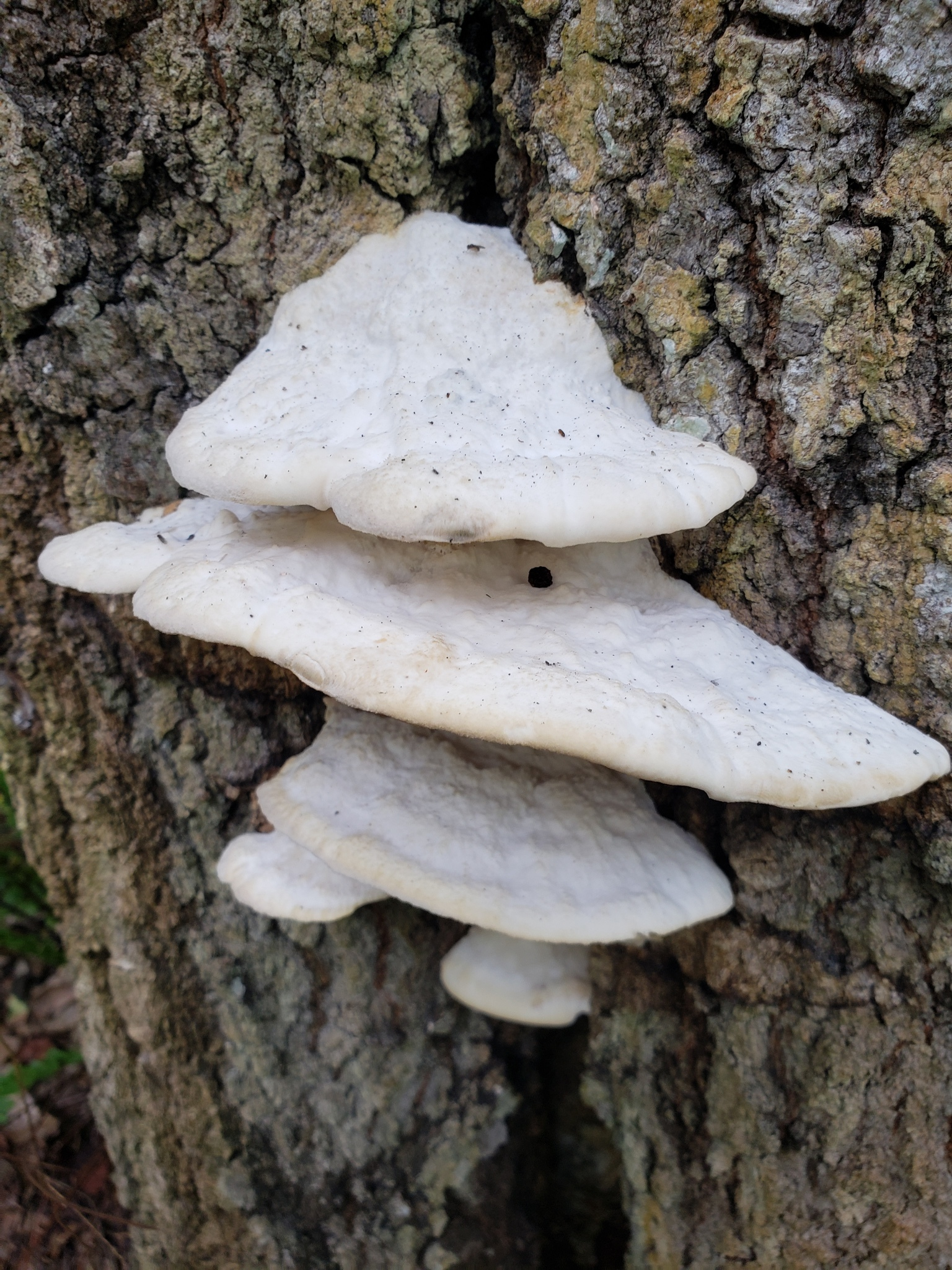
Bovenaanzicht
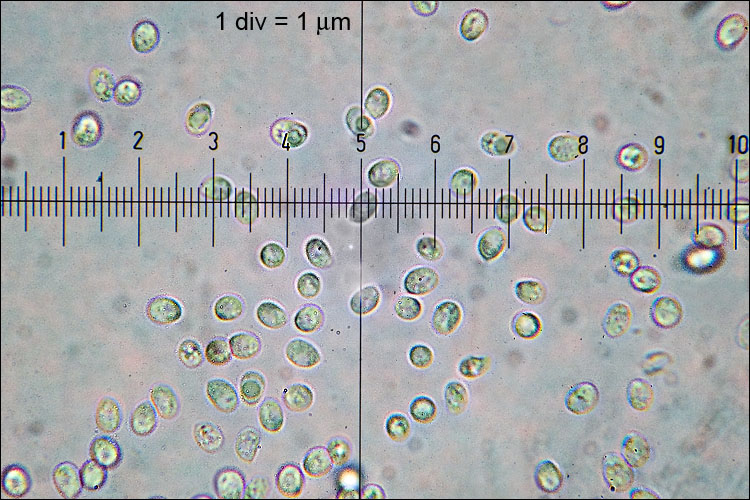
Sporen
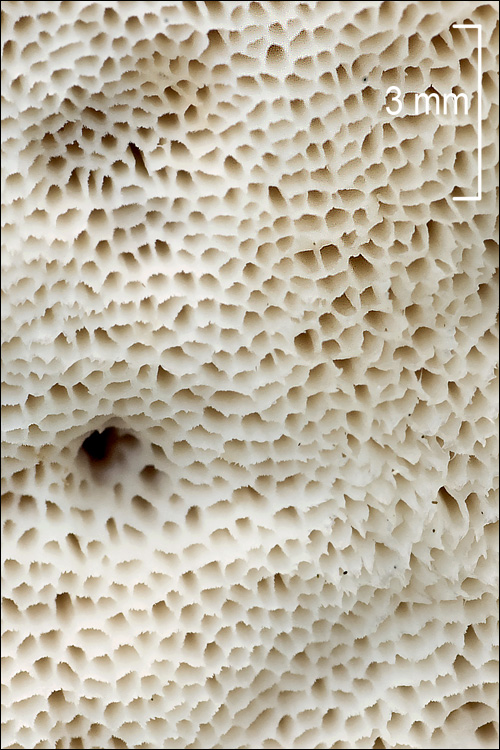
Poriën